# مزرعه حاجی الله‌داد مقبلی
مزرعه حاجی الله‌داد مقبلی یک منطقهٔ مسکونی در ایران است که در دهستان گل‌برنجی واقع شده‌است.